# Seznam multiinštrumentalistov

## A
- Ian Anderson

## B
- Igor Bezget

## C
- Phil Collins
- Paul McCartney
- Stewart Copeland

## Č
- Borut Činč

## G
- Gal Gjurin
- Rok Golob
- Boštjan Gombač

## H
- Trevor Horn

## I
- Abdullah Ibrahim

## K
- Drago Kunej

## L
- Boštjan Leben

## M
- Mario Marolt
- James Morrison

## O
- Mike Oldfield

## P
- Roki Petkovič
- Prince

## S
- Jasmin Stavros
- Schatzi

## W
- Božidar Wolfand Wolf

## Z
- Frank Zappa
- Bor Zuljan